# Here to There
Here to There ist ein Jazzalbum von Ben Goldberg, Todd Sickafoose und Scott Amendola. Die im Gung-Ho Studio in Eugene, Oregon, entstandenen Aufnahmen erschienen am 25. Oktober 2024 auf dem Label Secret Hatch.

## Hintergrund
Das amerikanische Trio des Klarinettisten Ben Goldberg mit dem Kontrabassisten Todd Sickafoose und dem Schlagzeuger-Elektroniker Scott Amendola spielt Musik, die von den Bridges (und Akkordwechseln) der Kompositionen von Thelonious Monk inspiriert ist. Goldberg leitete bereits ein Trio, das sich mit Amendola und dem Kontrabassisten Devin Hoff mit Monks Musik auseinandersetzte (Plays Monk, 2007), aber Here to There ist das erste Album dieses Trios. Seit den 1990er-Jahren spielen Goldberg, Sickafoose und Amendola in unterschiedlichen Formaten zusammen. Das Trio wollte nicht einfach weiter die Monk-Kompositionen spielen und entwickelte schließlich die Idee, neue Stücke auf der Grundlage der Bridges zu schreiben, um bei den gemeinsamen Auftritten im Jahr 2022 einen eigenen Trio-Sound zu verwirklichen.

## Titelliste
- Ben Goldberg, Todd Sickafoose, Scott Amendola: Here to There (Secret Hatch)

1. In Walked 6:33
2. Self Evident 8:57
3. Porch Concert Material 9 5:16
4. Lions Heart 1:32
5. Sad Trophy 5:20
6. Here to There 2:52
7. Porch Concert Material 2 2:10
8. Interospection 7:48
9. Lions Heart 2 1:44
10. Porch Concert Material 6 03:49
11. Lions Heart 3 3:59

Die Kompositionen stammen von Goldberg, Todd Sickafoose und Scott Amendola, basierend auf den B-Teilen der Kompositionen von Thelonious Monk. Zudem steuerte Amendola drei Variationen von „Lions Heart“ bei, und Goldberg fügte ebenfalls drei „Porch Concert Material“-Kompositionen hinzu.

## Rezeption

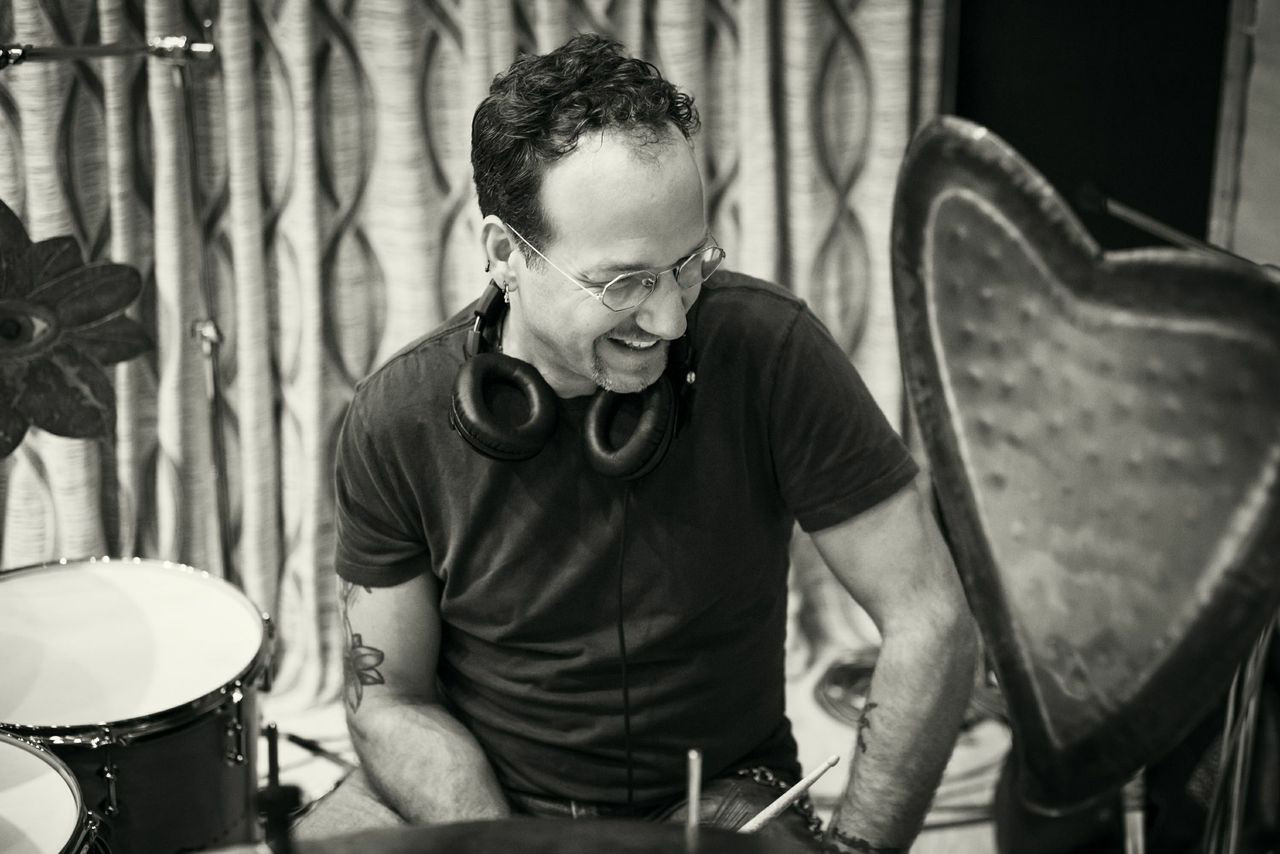
Scott Amendola (2014)

Nach Ansicht von Mark Corroto, der das Album in All About Jazz rezensierte, sind die Beschränkungen des Trios gleichermaßen dessen Befreiung. Die Bridge jedes Songs befreie die Spieler oder, wie James Brown sagte, „entlässt“ ihre Improvisationsfähigkeiten. Goldbergs Klarinette würde über eindringlichem Bass durch „In Walked“ streifen und Monk-Fragmente verstreuen, während Amendolas Puls einige schwüle, verwitterte Elektronik einbeziehe. Das Trio ziehe „Self Evident“ in die Länge, als würde es jedes Korn und Körnchen seines Korpus untersuchen. Jeder zusätzliche Track bleibe der Art und Weise dieser Session treu.
Monks Bridges würden hier als subtile, aber einfallsreiche Ideen für die lockerere Gesprächsdynamik des Trios verwendet, meinte Eyal Hareuveni in Salt Peanuts. Man könne dies etwa bei „In Walked“ erleben, offensichtlich inspiriert von der Bridge für „In Walked Bud“. „Self Evident“ würde wiederum auf „Evidence“ basieren, Monks „Epistrophy“ habe hingegen zu „Sad Trophy“  geführt. Weiterhin würde das Trio in den drei kurzen Stücken von „Porch Concert Material“, dem Titelstück und in der Serie von drei kurzen „Lions Heart“-Stücken direkte Bezüge zu Monks Werk vermeiden. Diese seien von gemächlichem Charakter, geprägt vom natürlichen und leichten, aber stets lyrischen und nuancierten Zusammenspiel des Trios.